# Bruchophagus volux
Bruchophagus volux är en stekelart som först beskrevs av Walker 1839.  Bruchophagus volux ingår i släktet Bruchophagus och familjen kragglanssteklar. Inga underarter finns listade.